# Хвилівка (зупинний пункт, Південна залізниця)
Хвилі́вка — пасажирський залізничний зупинний пункт Полтавської дирекції Південної залізниці на неелектрифікованій одноколійній лінії Ніжин — Прилуки між станціями Ніжин (7 км) та Лосинівка (14 км). Розташований в однойменному селі Ніжинського району Чернігівської області. Неподалік зупинного пункту пролягає межа Південної та Південно-Західної залізниць.

## Пасажирське сполучення
На зупинному пункті Хвилівка зупиняються щоденно дві пари приміських поїздів сполученням Ніжин — Гребінка